# Enispa phaeopa
Enispa phaeopa är en fjärilsart som beskrevs av Turner 1945. Enispa phaeopa ingår i släktet Enispa och familjen nattflyn. Inga underarter finns listade i Catalogue of Life.